# Lijst van voetbalinterlands China - Noorwegen (vrouwen)
Deze lijst van voetbalinterlands is een overzicht van alle officiële voetbalinterlands tussen de nationale vrouwenteams van China en Noorwegen. De landen hebben tot nu toe 28 keer tegen elkaar gespeeld.

## Wedstrijden
| №  | Plaats                     | Datum             | Competitie                                    | Wedstrijd         | Uitslag            |
| -- | -------------------------- | ----------------- | --------------------------------------------- | ----------------- | ------------------ |
| 1  | Blaine                     | 9 juli 1987       | Vriendschappelijk                             | Noorwegen − China | 4 − 0              |
| 2  | Guangzhou                  | 16 november 1991  | WK 1991                                       | China − Noorwegen | 4 − 0              |
| 3  | Harrisburg                 | 29 juli 1994      | Vriendschappelijk                             | China − Noorwegen | 3 − 2              |
| 4  | Oslo                       | 25 april 1995     | Vriendschappelijk                             | Noorwegen − China | 2 − 1              |
| 5  | Silves                     | 11 maart 1996     | Algarve Cup 1996                              | Noorwegen − China | 4 − 1              |
| 6  | Loulé                      | 16 maart 1997     | Algarve Cup 1997                              | Noorwegen − China | 1 − 0              |
| 7  | Guangzhou                  | 18 januari 1998   | Four Nations Women's Football Tournament 1998 | Noorwegen − China | 2 − 1              |
| 8  | Olhão                      | 15 maart 1998     | Algarve Cup 1998                              | Noorwegen − China | 0 − 1              |
| 9  | Hempstead                  | 25 juli 1998      | Vriendschappelijk                             | China − Noorwegen | 1 − 1 (n.p. 4 - 2) |
| 10 | Boston                     | 4 juli 1999       | WK 1999                                       | Noorwegen − China | 0 − 5              |
| 11 | Portimão                   | 16 maart 2000     | Algarve Cup 2000                              | China − Noorwegen | 0 − 3              |
| 12 | Celle                      | 22 juli 2000      | Vriendschappelijk                             | China − Noorwegen | 0 − 1              |
| 13 | Canberra                   | 20 september 2000 | Olympische Spelen 2000                        | Noorwegen − China | 2 − 1              |
| 14 | Olhão                      | 13 maart 2001     | Algarve Cup 2001                              | Noorwegen − China | 0 − 2              |
| 15 | Guangzhou                  | 25 januari 2002   | Four Nations Women's Football Tournament 2002 | Noorwegen − China | 3 − 0              |
| 16 | Loulé                      | 7 maart 2002      | Algarve Cup 2002                              | China − Noorwegen | 1 − 0              |
| 17 | Shanghai                   | 29 januari 2003   | Four Nations Women's Football Tournament 2003 | China − Noorwegen | 1 − 1              |
| 18 | Silves                     | 18 maart 2004     | Algarve Cup 2004                              | Noorwegen − China | 0 − 0              |
| 19 | Lagos                      | 9 maart 2005      | Algarve Cup 2005                              | Noorwegen − China | 2 − 1              |
| 20 | Guangzhou                  | 20 januari 2006   | Four Nations Women's Football Tournament 2006 | China − Noorwegen | 3 − 1              |
| 21 | Albufeira                  | 15 maart 2006     | Algarve Cup 2006                              | Noorwegen − China | 1 − 0              |
| 22 | Wuhan                      | 23 september 2007 | WK 2007                                       | Noorwegen − China | 1 − 0              |
| 23 | Albufeira                  | 7 maart 2008      | Algarve Cup 2008                              | Noorwegen − China | 3 − 1              |
| 24 | Atamaría                   | 13 januari 2010   | Vriendschappelijk                             | China − Noorwegen | 1 − 0              |
| 25 | Chongqing                  | 14 januari 2013   | Four Nations Women's Football Tournament 2013 | China − Noorwegen | 0 − 1              |
| 26 | Vila Real de Santo António | 5 maart 2014      | Algarve Cup 2014                              | Noorwegen − China | 0 − 1              |
| 27 | Vila Real de Santo António | 2 maart 2018      | Algarve Cup 2018                              | China − Noorwegen | 0 − 2              |
| 28 | Albufeira                  | 1 maart 2019      | Algarve Cup 2019                              | China − Noorwegen | 1 − 3              |

## Samenvatting
| Competitie                               | Totaal gespeeld | Winst China | Gelijk | Winst Noorwegen | Doelsaldo China – Noorwegen |
| ---------------------------------------- | --------------- | ----------- | ------ | --------------- | --------------------------- |
| WK-eindronde                             | 3               | 2           | 0      | 1               | 9 − 1                       |
| Olympische Spelen                        | 1               | 0           | 0      | 1               | 1 − 2                       |
| Algarve Cup                              | 13              | 4           | 1      | 8               | 9 − 19                      |
| Four Nations Women's Football Tournament | 5               | 1           | 1      | 3               | 5 − 8                       |
| Vriendschappelijk                        | 6               | 2           | 1      | 3               | 6 − 10                      |
| Totaal                                   | 28              | 9           | 3      | 16              | 30 − 40                     |